# 乌尔夫·松德林
乌尔夫·松德林（瑞典語：Ulf Sundelin，1943年8月26日—），瑞典男子帆船运动员。他曾代表瑞典参加1968年和1972年夏季奥林匹克运动会帆船比赛，其中1968年奥运会获得一枚金牌。